# Епархия Фэнсяна
Епархия Фэнсяна (лат. Dioecesis Fomsiamensis) — епархия Римско-Католической церкви c центром в городе Фэнсян, Китай. Епархия Фэнсяна входит в митрополию Сианя. Кафедральным собором епархии Фэнсяна является церковь святого Иосифа.

## История
15 ноября 1932 года Римский папа Пий XI выпустил бреве Ex Apostolico munere, которым учредил апостольскую префектуру Фэнсянфу, выделив его из апостольского викариата Сианьфу (сегодня — Архиепархия Сианя).
9 июня 1942 года апостольская префектура Фэнсянфу была преобразована в апостольский викариат.
11 апреля 1946 года Римский папа Пий XII издал буллу Quotidie Nos, которой возвёл апостольский викариат Саньюаня в епархию.
После образования Китайской Народной Республики епископ епархии Фэнсяна Антоний Чжоу Вэйдао находился в заключении до 1979 года, когда он был освобождён из исправительного учреждения. Его преемник епископ Лука Ли Цзинфэн, несмотря на постоянные притеснения и давления со стороны китайского правительства, остался в общении с Римом и не вступил в Католическую Патриотическую Ассоциацию. В 1997 году он открыл в Фэнсяне семинарию.
Епископ Лука Ли Цзинфэн был одним из четырёх китайских епископов, которые получили приглашение от Римского папы Бенедикта XVI участвовать в Синоде епископов, который состоялся в Ватикане в 2005 году, однако китайское правительство не выпустило епископа Луку Ли Цзинфэна из Китая.

## Ординарии епархии
- епископ Filippo Silvestro Uamtaonan (Wang Tao-nan) (26.10.1933 — 4.10.1949);
- епископ Антоний Чжоу Вэйдао (31.05.1950 — 20.02.1983);
- епископ Лука Ли Цзинфэн (1983 — по настоящее время).

## Источник
- Annuario Pontificio, Libreria Editrice Vaticana, Città del Vaticano, 2003
- Бреве Ex Apostolico munere, AAS 26 (1934), стр. 580  (лат.)
- Булла Quotidie Nos, AAS 38 (1946), стр. 301  (лат.)